# Siegfried Rachuba
Siegfried Rachuba (* 6. Juni 1922 in Datteln; † 20. Juli 2002 in Münster) war ein deutscher Fußballspieler.

## 1945 bis 1949: in Erkenschwick
Der Stürmer debütierte schon als Jugendlicher vor Ausbruch des Zweiten Weltkriegs in der Herrenmannschaft von Germania Datteln. Nachdem sein Vater 1935 in ein Konzentrationslager eingewiesen wurde, musste Siegfried Rachuba im Anschluss an seine Berufsausbildung als Maler und Anstreicher die Rolle des Familienernährers übernehmen. Ende 1941 wurde er als Peilfunker zur Luftwaffe einberufen und spielte in den folgenden Jahren an seinem jeweiligen Einsatzort in Militärmannschaften, so bei MSV Lüneburg, LSV Pocking und LSV Stettin. Nach Kriegsende kurzzeitig in Gefangenschaft, kehrte er im Juli 1945 in seine Geburtsstadt zurück.
Ab 1945 trug er den Dress der SpVgg Erkenschwick, nachdem der Schalker Ernst Kuzorra, seinerzeit Trainer der Erkenschwicker, die dortigen Vereinsoberen mit den Worten „Laßt Euch den Jungen nicht entgehen“ auf Rachuba aufmerksam gemacht hatte. So trat der Angreifer in der seinerzeit höchsten Spielklasse an – das war zunächst die in zwei Staffeln aufgeteilte Landesliga Westfalen, in deren Gruppe 2 „Sigi“ mit der Erkenschwicker „Knappenelf“ 1945/46 Platz 1 und 1946/47 Platz 2 belegte, ab 1947 die Oberliga West.
Die Saison 1947/48 begann für seine Mannschaft vielversprechend: nach einem 5:0-Auftaktsieg auf dem Aachener Tivoli war die SpVgg. allererster Oberligatabellenführer, dem Anfang Oktober mit dem 2:1 bei Schalke 04 ein weiterer Husarenstreich gelang. Am Ende reichte es dann zwar nur zu Platz 8 in der 13er-Liga, aber in der Torjägerliste stand Rachuba hinter August Lenz (Borussia Dortmund, 22 Tore), Alfred Kelbassa (STV Horst-Emscher, 20) und seinem Vereinskameraden Julius Ludorf (17) mit 15 Treffern auf dem vierten Rang. Im Jahr darauf endete sein Verein erneut auf einem Mittelfeldplatz und der Stürmer wiederholte bei den Ligatorschützen exakt sein Ergebnis aus dem Jahr zuvor. Insgesamt verpasste er nur zwei der 48 Spiele in diesen beiden Oberligajahren.
Rachuba wurde schon bald Auswahlspieler (Westfalenauswahl, Auswahl der britischen Besatzungszone und des WFV) und galt auch hier als Leistungsträger.

## In Münsters „100.000-Mark-Sturm“
Der anschließende Wechsel zu Preußen Münster soll ihm mit der Möglichkeit zur Übernahme eines Malergeschäfts schmackhaft gemacht worden sein. Nach einer anderen Quelle waren Münsters Angebot, ihm den Besuch der Meisterschule zu ermöglichen, sowie die Nähe zu seinem Heimatort ausschlaggebend für diese Entscheidung des bodenständigen Westfalen.
Es gab aber auch sportliche Gründe, denn Preußens Vereinsobere begannen zu diesem Zeitpunkt damit, eine Reihe guter Angreifer zu verpflichten, die sich bald als „100.000-Mark-Sturm“ einen Namen machen sollten. Außer Rachuba zählten dazu Rechtsaußen Fiffi Gerritzen vom VfB Oldenburg, der Dortmunder Borusse Adi Preißler, Mittelstürmer Rudi Schulz und Jupp Lammers, dazu Eigengewächs Friedel Weghorst und ab 1952 Werner Erb von Altona 93. 1949/50 landete Münster allerdings sogar noch hinter Rachubas Erkenschwickern, aber er selbst erzielte 14 Saisontreffer – und 1950/51 machte sich der Vereinswechsel für ihn auch sportlich bezahlt: Die Preußen wurden West-Vizemeister und qualifizierten sich so für die Endrunde um die deutsche Meisterschaft.
In der Endrundengruppe B traf Münster auf den 1. FC Nürnberg, den Hamburger SV und Tennis Borussia Berlin, gewann vier der sechs Spiele und stand danach (mit einem Torverhältnis von 22:16) im Endspiel; vier Treffer hatte Rachuba beigesteuert, der in allen Begegnungen dabei war. Im Finale allerdings wurde die Münsteraner Sturmreihe vom 1. FC Kaiserslautern weitgehend kontrolliert; auch der Halblinke Rachuba konnte sich nur selten entscheidend durchsetzen, so dass die Preußen im Olympiastadion 1:2 unterlagen.
Siegfried Rachuba spielte noch bis 1959 für Preußen Münster, für das er in insgesamt 238 Oberligapartien 97 Treffer erzielte. Damit ist er bis in die Gegenwart der erfolgreichste Angreifer, den die Westfalen in den Jahren ihrer Zugehörigkeit zur höchsten Liga je hatten. Den Erfolg von 1951 konnte er mit seiner Elf aber nie mehr wiederholen – Besseres als ein vierter Oberligaplatz (1953/54) sprang nicht mehr heraus, und auch persönlich traf er zwar Saison für Saison etliche Male, aber nur 1952/53 gelang es ihm, sich in der Torjägerliste ganz weit vorne zu platzieren (Vierter mit 20 Treffern).
Zu einem internationalen Einsatz kam der Spieler, der Erfolge so feiern konnte, dass er auch als „Chefjubler vom Dienst“ bezeichnet wurde, allerdings nicht. Dazu trug vor allem die Tatsache bei, dass er auf seiner Position mit Fritz Walter konkurrierte, aber auch eine Verstimmung mit Bundestrainer Herberger am Rande eines Spiels zwischen West- und Süddeutschland.
Nach seiner aktiven Karriere hat er, sofern es sein Handwerksbetrieb zuließ, seine fußballerischen Kenntnisse kleineren Vereinen in der näheren Umgebung zur Verfügung gestellt und sich mit Spielen in Preußens 1951er Traditionsmannschaft, zudem mit Tennis, Ski- und Eislaufen fit gehalten. 2002 verstarb Siegfried Rachuba.